# Formula Regionális Közel-Kelet-bajnokság
A Formula Regionális Közel-Kelet-bajnokság egy Formula–3-as versenysorozat, amelynek első idénye 2023-ban volt. A bajnokság elődje a Formula–3 Ázsia-bajnokság volt.

## Története
A 2023-ban induló Nemzetközi Automobil Szövetség (FIA) által az FR MEC-vel közösen rendezte meg versenyeit az Arab Formula–4-bajnoksággal, ami az FIA által hitelesített Formula Regionális-bajnokság. A széria legjobb 9 helyezettje a Nemzetközi Automobil Szövetségtől (FIA) szuperlicensz-pontokat kap, melyek a Formula–1-be való bekerüléshez szükséges. 2025-től új promótert kapott a bajnokság a kínai Top Speed személyében.

## Autó
A mezőny a Tatuus cég által gyártott és épített Tatuus F3 T-318 autókat használja. Megtalálhatóak rajta olyan biztonsági újítások, mint a Halo vagy az oldalt megerősített vázszerkezet. Az autókat 1,75 literes (107 cu in) Alfa Romeo TBi /Autotecnica 270 lóerős (LE) (200 kW) turbómotor dolgozik.

## Versenyhétvége

### Pontrendszer

#### 2023–2024
A pontrendszer a Formula–1-ben is használt szisztémán alapul. Minden versenyen ugyanannyi pontot osztanak ki. A többi hasonló bajnoksággal ellentétben itt nem jár pont a pole-pozícióért és a leggyorsabb körért sem.
| Helyezés | 1. | 2. | 3. | 4. | 5. | 6. | 7. | 8. | 9. | 10. |
| Pont     | 25 | 18 | 15 | 12 | 10 | 8  | 6  | 4  | 2  | 1   |

#### 2025–
2025-től új pontrendszert kapott a széria, a 11. és 12. helyért pont jár, valamint a pole pozícióért is jár két egység.
| Helyezés | 1. | 2. | 3. | 4. | 5. | 6. | 7. | 8. | 9. | 10. | 11. | 12. | Pole |
| Pont     | 30 | 22 | 18 | 15 | 12 | 10 | 8  | 6  | 4  | 3   | 2   | 1   | 2    |

## Bajnokok

### Versenyzők
| Szezon | Versenyző             | Csapat                        | Verseny | Pole-pozíció | Győzelem | Dobogós helyezés | Leggyorsabb kör | Pont |
| ------ | --------------------- | ----------------------------- | ------- | ------------ | -------- | ---------------- | --------------- | ---- |
| 2023   | Andrea Kimi Antonelli | Mumbai Falcons Racing Limited | 15      | 3            | 5        | 7                | 5               | 192  |
| 2024   | Tuukka Taponen        | R-ace GP                      | 15      | 5            | 5        | 9                | 7               | 255  |
| 2025   | Evan Giltaire         | ART Grand Prix                | 14      | 5            | 3        | 8                | 2               | 264  |

### Konstruktőrök
| Szezon | Csapat                        | Pole-pozíció | Győzelem | Dobogós helyezés | Leggyorsabb kör | Pont |
| ------ | ----------------------------- | ------------ | -------- | ---------------- | --------------- | ---- |
| 2023   | Mumbai Falcons Racing Limited | 3            | 5        | 19               | 6               | 338  |
| 2024   | R-ace GP                      | 5            | 5        | 17               | 8               | 410  |
| 2025   | Mumbai Falcons Racing Limited | 4            | 5        | 10               | 4               | 364  |

### Újoncok
| Szezon | Versenyző             | Csapat                        |
| ------ | --------------------- | ----------------------------- |
| 2023   | Andrea Kimi Antonelli | Mumbai Falcons Racing Limited |
| 2024   | Tuukka Taponen        | R-ace GP                      |
| 2025   | Freddie Slater        | Mumbai Falcons Racing Limited |